# 千曲川ライナー

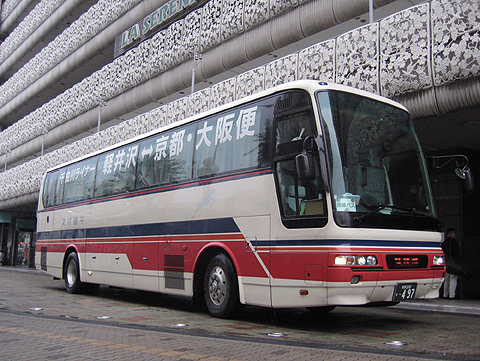
千曲川ライナー（千曲バス）

千曲川ライナー（ちくまがわライナー）とは、大阪府大阪市と長野県北佐久郡軽井沢町を結ぶ高速バスである。

## 運行会社
- 近鉄バス（八尾営業所）
- 千曲バス

## 運行回数
- 夜行便1日1往復。

## 運行経路
ユニバーサル・スタジオ・ジャパン (USJ) / 大阪（あべの橋バスステーション） - なんば（OCATビル） - 大阪駅前（東梅田） - 京都駅八条口 - （京都東IC） - （名神高速道路） - （東名高速道路） - （中央自動車道）- （長野自動車道） - （上信越自動車道） - 上信越道屋代 - 千曲川さかき - 千曲バス上田営業所 - 上田駅 - 東御市役所 - 小諸駅 - 佐久平駅 - 佐久インター南 - 中軽井沢 - 軽井沢駅
※休憩箇所は以下の通り。
- 軽井沢行：黒丸PA
- 大阪行：千曲川さかきPA、梓川SA

## 歴史
- 2003年（平成15年）7月10日 - 運行開始。
- 2011年（平成23年）5月16日 - 「千曲パークホテル」・「中軽井沢」停留所間に「佐久インター南」停留所を新設。
- 2013年（平成25年）8月1日 - ホテルの閉館に伴い[1]、「千曲パークホテル」停留所を廃止。
- 2016年（平成28年）
  - 6月12日 - この日の運行から9月30日まで、近鉄バス便が運休、千曲バスの単独運行。
  - 10月1日 - この日の運行から近鉄バス便が運行再開。
- 2019年（令和元年）6月21日 - 運賃改定[2]。
- 2020年（令和2年）
  - 4月10日 - 新型コロナウイルス感染拡大の影響により、この日の出発便より同年5月7日（のち同年6月14日まで延長）出発便まで運休[3][4]。
  - 6月15日 - この日の出発便より運行を再開[5][6]。
- 2021年（令和3年）
  - 1月15日 - この日の出発便より当面の間運休[7][8]。
  - 7月2日-この日より運行再開。

## 車両
- 座席は、原則として3列独立シート車両が使用される（但し、後続便は後列部が4列シートになる車両が使用される場合がある）。
- 原則としてトイレ付き車両が使用される。
- 窓側席には通路側にカーテンが装備される。
- 車両によりコンセントまたはUSB typeAの充電設備が用意される。
- WiFi設備が装備される。